# Kassenarbeitsplatz

Kassenarbeitsplatz mit typischem Warensortiment im Warteschlangenbereich eines Supermarkts

Kassenarbeitsplatz ist der von Kassierern besetzte Arbeitsplatz an einer Kasse in einem Laden.

## Allgemeines
Der heutige Kassenarbeitsplatz ist die Weiterentwicklung der früheren Ladentheke in modernen Selbstbedienungs-Supermärkten ohne eigentliche Verkäufer. Es handelt sich um den sogenannten Verkaufsort (englisch Point of Sale), an dem der Kunde die im Laden erworbenen Waren dem Kassierer zur Abrechnung übergibt und bezahlt. Auch der Bankschalter für Barauszahlungen und Bareinzahlungen ist ein Kassenarbeitsplatz.

## Arbeitsmittel
Die eigentliche Abrechnung der Waren geschieht mit einer Registrierkasse oder mit auch mit Scannerkassen. Bei diesen müssen die Waren über einen optischen Sensor geschoben werden, der die an den Waren befindlichen speziellen Barcodes erkennt, liest, verarbeitet und in einem Kassenbon zusammenfasst. Solche automatisierten Abrechnungsstellen sind mittlerweile auch völlig ohne Kassierer (dafür aber mit einer Videoüberwachung) anzutreffen. Weitere Arbeitsmittel sind Chipkartenleser und ec-Terminals für die Kartenzahlung und Geldscheinprüfgeräte.

## Organisation
Der moderne Kassenarbeitsplatz ist zumeist für die Benutzung in Verbindung mit einem Einkaufswagen oder Einkaufskorb optimiert. Kurz vor dem Ausgang eines Ladens stehen zumeist mehrere solcher Arbeitsplätze, auf die sich die Kunden aufteilen und in einer Warteschlange auf den Abrechnungsvorgang warten können. Der Korb oder Wagen wird gewöhnlich schon während der Wartezeit auf ein Warentransportband entladen, im leeren Zustand hinter den Registrierbereich geschoben, und nach dem Abrechnen und Kassieren werden die bezahlten Waren wieder in diesen eingelegt. Der Weg der Ware ist dabei so konstruiert, dass
- die Waren der in der Schlange aufeinanderfolgenden Kunden eindeutig voneinander getrennt bleiben (z. B. mit Hilfe eines Warentrenners),
- auf Wartezeiten (z. B. während des Abrechnens oder Umlagerns vom Band zurück in den Wagen) flexibel reagiert werden kann (zumeist mit Hilfe eines automatisch anlaufenden und wieder anhaltenden Warentransportbandes),
- die Waren einzeln an einem bestimmten Punkt zur Registrierung (z. B. am Warenscanner) vorbeigezogen werden können,
- hinter dem Registrierbereich eine (Lager-)Stelle zur Umlagerung der Ware zurück in den Wagen oder Einkaufstasche entsteht.

Unmittelbar vor dem Kassenarbeitsplatz sind Verkaufsregale aufgebaut, die den Spontankauf von Impulsware und Quengelware fördern sollen, der die Frustration von Kunden in einer Warteschlange ausgleichen soll. Hierdurch kann die Wartezeit in der Warteschlange an der Kasse zur Erzielung höherer Umsätze genutzt werden. Die Flächenproduktivität ist hier besonders hoch (Umsatz pro Verkaufsfläche). 

## SB-Kassen
In neuerer Zeit erhalten Selbstbedienungskassen Einzug in den Einzelhandel. Hier übernimmt der Kunde den Kassiervorgang. Es ist nur eine Aufsicht für mehrere Kassen erforderlich.

## Rechtsfragen
Kassenarbeitsplätze sind nach den geltenden Arbeitsschutz- und Unfallverhütungsvorschriften und nach den allgemein anerkannten sicherheitstechnischen, arbeitsmedizinischen und hygienischen Regeln sowie arbeitswissenschaftlichen Erkenntnissen einzurichten und zu betreiben. Deshalb ist der Kassenarbeitsplatz ein Sitzarbeitsplatz, die Kassierer sollen zum Kunden hin orientiert sitzen, Kassentische haben eine in der Höhe nicht verstellbare Arbeitsfläche. Sind Kassenarbeitsplätze mit einer kleinen Datenanzeigevorrichtung ausgestattet, die zur unmittelbaren Benutzung des Arbeitsmittels „Registrierkasse“ erforderlich ist, gelten sie nach § 1 Abs. 2 Nr. 5 Bildschirmarbeitsverordnung nicht als Bildschirmarbeitsplatz.
Der Bewegungsraum für Kassierer(innen) ist im Regelfall stark eingeschränkt, jedoch verlangt der Anhang Ziff. 1.2 ArbStV lediglich, dass der Arbeitgeber solche Arbeitsräume bereitstellen muss, die eine ausreichende Grundfläche und lichte Höhe sowie einen ausreichenden Luftraum aufweisen, so dass die Beschäftigten ohne Beeinträchtigung ihrer Sicherheit, ihrer Gesundheit oder ihres Wohlbefindens die Räume nutzen oder ihre Arbeit verrichten können.